# Anthony Salvin
Anthony Salvin (17 octobre 1799 - 17 décembre 1881) est un architecte anglais. Il acquiert une réputation d'expert des édifices médiévaux et applique ce savoir-faire à ses constructions neuves et à ses restaurations. Il restaure des châteaux et des maisons de campagne et construit un certain nombre de nouvelles maisons et églises.

## Jeunesse et formation
Il est né à Sunderland Bridge, dans le comté de Durham, enfant unique du général Anthony Salvin et de sa seconde épouse Elizabeth (Eliza) Mills. Il fait ses études à l'école de Durham et devient en 1820 l'élève de John Paterson (architecte) d'Édimbourg alors qu'il travaille à la restauration du château de Brancepeth dans le comté de Durham.
En 1821, Salvin s'installe à Finchley dans le nord de Londres. Il est présenté à John Soane mais n'est pas embauché. Selon son neveu, il entre dans le cabinet de John Nash. En 1824, il est élu membre de la Society of Antiquaries. Peu de temps après, il part pour une tournée de croquis en Grande-Bretagne. Le 26 juillet 1826, il épouse sa cousine, Anne Andrews Nesfield. Avec elle, il a six enfants, dont deux meurent en bas âge.

## Début de carrière
La première commande majeure de Salvin est Mamhead House dans le Devon pour Robert William Newman. Elle est conçue dans le style Tudor selon un plan symétrique. Il est adapté d'un plan de Charles Fowler (en), ce qui impose des restrictions à sa conception. Sa conception suivante est Moreby Hall dans le Yorkshire de l'Est pour Henry Preston où il est libre de développer un plan complet dans le style Tudor, encore une fois sur un plan symétrique.
Au château de Brancepeth dans le Kent, il conçoit pour Edward Hussey un design asymétrique dans le style Tudor. En 1831, Salvin entreprend ce qui est considéré comme son premier travail domestique le plus important au Harlaxton Manor dans le Lincolnshire pour Gregory Gregory. Le plan de Salvin combine des éléments de Montacute House dans le Somerset et de Hengrave Hall dans le Suffolk. Cependant, avant que le bâtiment ne soit terminé, Salvin est remplacé comme architecte par William Burn. En 1835, Salvin passe cinq semaines en Allemagne.
En 1836, Salvin présente un projet de style Tudor au concours pour le nouveau palais de Westminster qui a peut-être été inspiré par sa visite en Allemagne. Cependant, il échoue, tout comme sa candidature au concours pour la conception du musée Ashmolean d'Oxford. Il remporte le concours pour la conception du Carlton Club à Pall Mall, à Londres, mais le club décide de ne pas donner suite à son plan. Après avoir perdu un autre concours, cette fois pour concevoir l'Army and Navy Club, Salvin ne participe plus à aucun concours.

## Carrière

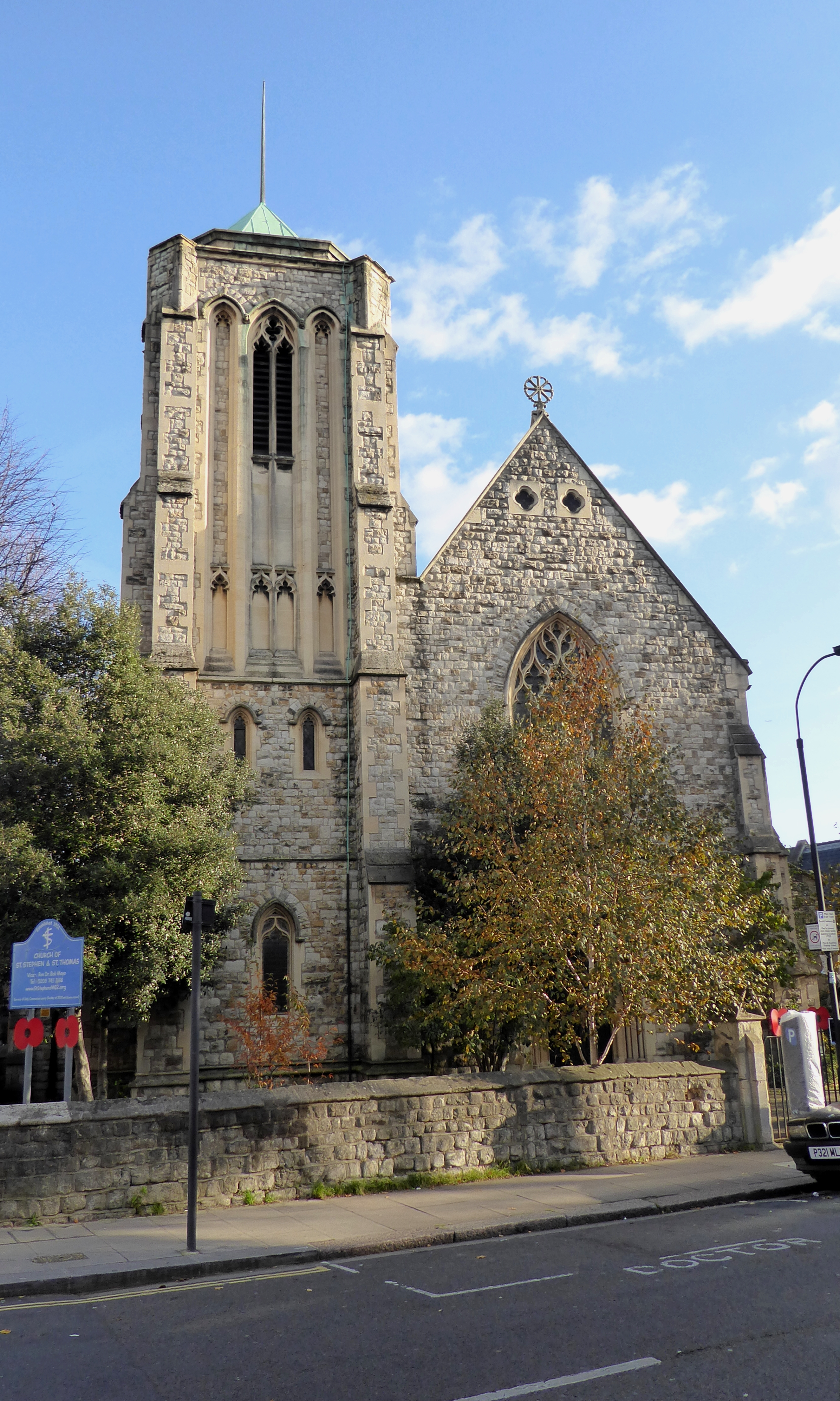
Église de St Stephen et St Thomas, Shepherd's Bush.

La plupart des conceptions de Salvin pour les grandes maisons sont dans le style Tudor. Il s'agit notamment de Keele Hall dans le Staffordshire pour Ralph Sneyd et de Thoresby Hall dans le Nottinghamshire pour Sydney Pierrepont (3e comte Manvers). Il y a des exceptions, notamment Penoyre House à Brecon, une maison de style villa à l'italienne pour le colonel John Lloyd Vaughan Watkins et Oxon Hoath à West Peckham, Kent dans le style Château français pour Sir William Geary.
Une grande partie du travail de Salvin consiste à restaurer, réaménager et créer des châteaux. En 1835, il rénove le château de Norwich, en 1844, il répare les ruines du château de Newark et en 1845, il répare les ruines du château de Carisbrooke sur l'île de Wight. Au début des années 1840, la porte de la reine du Château de Caernarfon s'est effondrée et, en 1844, Salvin la répare et reconstruit une partie des autres maçonneries du château. Il restaure également le Château de Naworth en Cumbrie après qu'il a été endommagé par un incendie le 18 mai 1844.
En 1851, il arpente la tour Beauchamp de la tour de Londres et restaure par la suite les tours Salt, Wakefield et White ainsi que la Chapelle royale de Saint-Pierre-aux-Liens. À la suite de cela, il est chargé par le prince Albert d'effectuer des travaux sur le Château de Windsor : le remplacement des fenêtres à guillotine par des lancettes et des fenêtres à meneaux et la reconstruction de la tour Clewer. Salvin construit le Château de Peckforton dans le Cheshire pour John Tollemache (1er baron Tollemache) comme une reconstitution d'un château de l'époque d'Édouard Ier. En 1852, il commence à travailler à la restauration du Château d'Alnwick dans le Northumberland, avec le remplacement de l'une des tours par une tour plus grande, la tour Prudhoe, la création d'une Porte cochère, le remplacement des fenêtres et la replanification de l'intérieur.
Salvin restaure et répare 20 vieilles églises et trois cathédrales, et construit 34 nouvelles églises. Au début des années 1840, il travaille sur l'église du Saint-Sépulcre (Cambridge) (en), employant James Rattee (en), et à la suite de cela, il est nommé membre honoraire de la Cambridge Camden Society. Il organise la suppression des bâtiments autour du transept sud de la cathédrale de Norwich et réorganise son chœur. Il apporte également des modifications aux cathédrales de Durham et de Wells. Les restaurations de Salvin ne sont pas du goût de la Société pour la protection des bâtiments anciens, en particulier son élimination des «tissus indésirables» des églises . Parmi les autres travaux menés par Salvin, citons la reconstruction du donjon du château de Durham pour le logement des étudiants et la restauration du Trinity College de Cambridge .

## Dernières années
En 1857, alors qu'il travaille sur le Château de Warwick, Salvin subit un accident vasculaire cérébral mais s'en est remis. En 1860, sa femme meurt et il conçoit une nouvelle maison pour lui-même, Hawksfold à Fernhurst, Sussex. En 1863, il reçoit la médaille d'or royale du Royal Institute of British Architects et en 1879, il se retire de la pratique formelle. Il meurt à Hawksfold en 1881 et est enterré à Fernhurst. Sa fortune est évaluée à plus de 78 000 £.